# Borkovany
Borkovany település Csehországban, Břeclavi járásban. Borkovany Bošovice, Klobouky u Brna, Těšany, Velké Hostěrádky és Šitbořice településekkel határos. Lakosainak száma 838 fő (2024. január 1.).

## Népesség
A település lakosságának változását az alábbi diagram mutatja:
| Lakosok száma | 1186 | 1189 | 1363 | 1166 | 919  | 733  | 823  | 840  | 850  | 838  |
|               | 1869 | 1890 | 1921 | 1950 | 1980 | 2001 | 2017 | 2019 | 2022 | 2024 |